# Aleksandar Stevanović
Aleksandar Stevanović (* 16. Februar 1992 in Essen) ist ein ehemaliger deutsch-serbischer Fußballspieler.

## Karriere
Mit dem Fußballspielen begann Stevanović beim TuS Essen-West, von dem er in die Jugendabteilung von Rot-Weiss Essen wechselte. Ab der Saison 2009/10 spielte er für die A-Jugendmannschaft des FC Schalke 04 gemeinsam mit seinem Bruder Predrag Stevanović.
Zur Saison 2011/12 wechselte er zu Werder Bremen, wohin sein Bruder bereits ein halbes Jahr vorher transferiert worden war. Am 23. Juli 2011 gab er sein Debüt in der 3. Liga im Spiel gegen den SV Wehen Wiesbaden in der Startaufstellung. Sein Debüt für Werders erste Mannschaft gab Stevanović in der Saison 2011/12 am 19. November 2011 (13. Spieltag) bei der 0:5-Niederlage gegen Borussia Mönchengladbach. Zehn Tage später erlitt er im Training einen Kreuzbandriss und fiel für fünf Monate aus. Zu Beginn der Saison 2012/13 musste er einen weiteren Rückschlag hinnehmen, wiederum im Training brach er sich das Schlüsselbein und musste erneut ein halbes Jahr pausieren.
Im Januar 2013 sollte Stevanović nach einem Probetraining für die Rückrunde der Saison 2012/13 an den niederländischen Erstligisten PEC Zwolle ausgeliehen werden. Da er in den Niederlanden keine Arbeitserlaubnis erhielt, kam das bereits als perfekt gemeldete Ausleihgeschäft nicht zustande.
Stevanović verließ Werder Bremen nach der Saison 2013/14. Am 19. September 2014 unterschrieb er einen Vertrag bis Sommer 2016 beim FC Hansa Rostock. Nach einem Kreuzbandriss zu Beginn der Rückrunde fiel er für den Rest der Saison aus. Nachdem Stevanović in der Saison 2015/16 nur zwei Spiele für Rostock bestreiten konnte, zog er sich in der Auswärtspartie gegen Wehen Wiesbaden seinen bereits dritten Kreuzbandriss zu. Nach drei Jahren im Dienste der Kogge, 36 Pflichtspielen und zusammen vier Toren für Hansa endete die Zusammenarbeit in Rostock zum Saisonende 2016/17. Stevanović wechselte in die Regionalliga zur SV Elversberg und unterschrieb dort ein Arbeitspapier bis 2018 plus Option. Dort beendete er dann 2019 seine aktive Karriere.

## Erfolge
- Landespokalsieger Mecklenburg-Vorpommern 2015/16 und 2016/17 (mit dem F.C. Hansa Rostock)